# 4月11日
4月11日（しがつじゅういちにち）は、グレゴリオ暦で年始から101日目（閏年では102日目）にあたり、年末まではあと264日ある。

## できごと

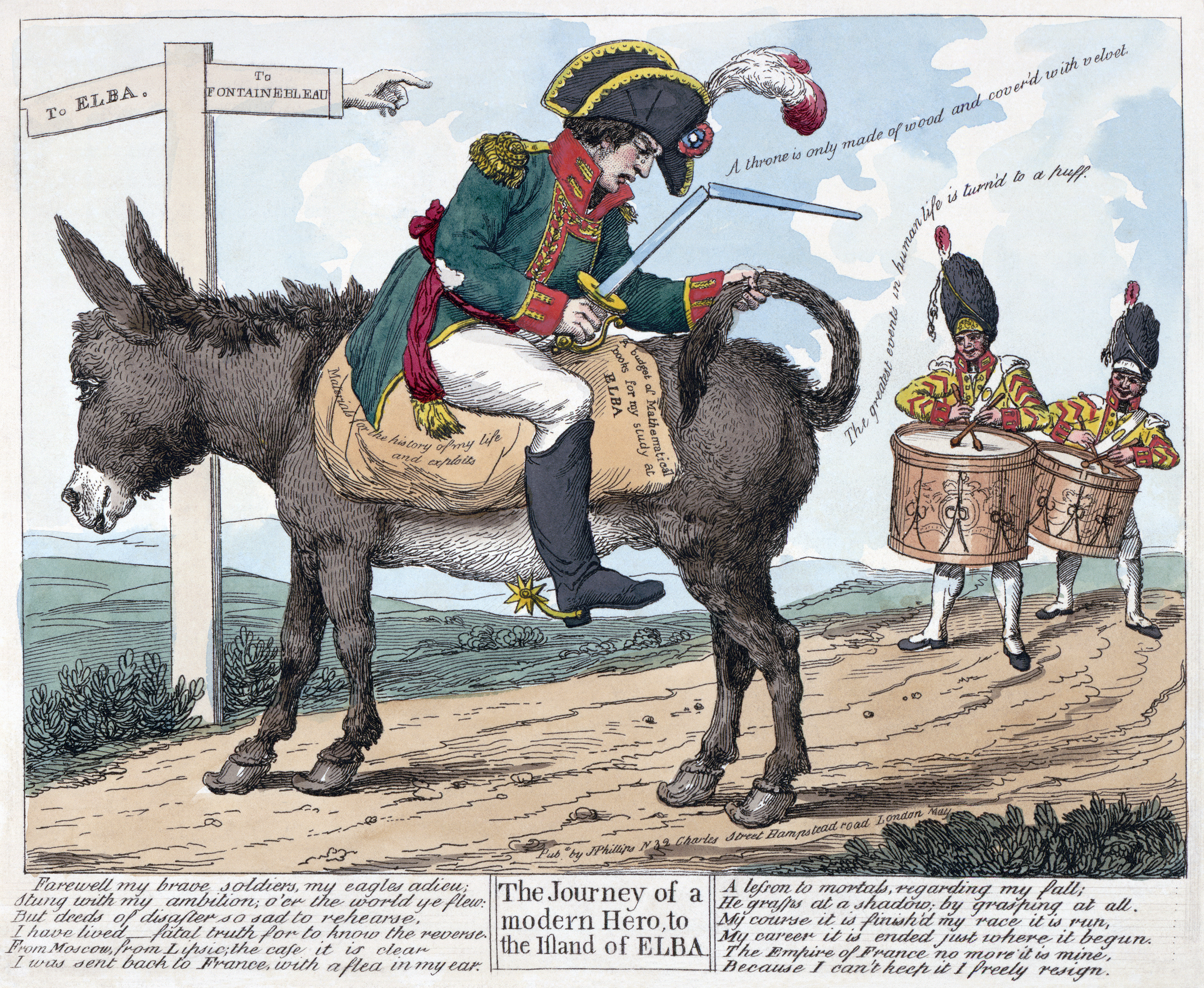
フォンテーヌブロー条約によりナポレオンのエルバ島への流刑が決定(1814)。

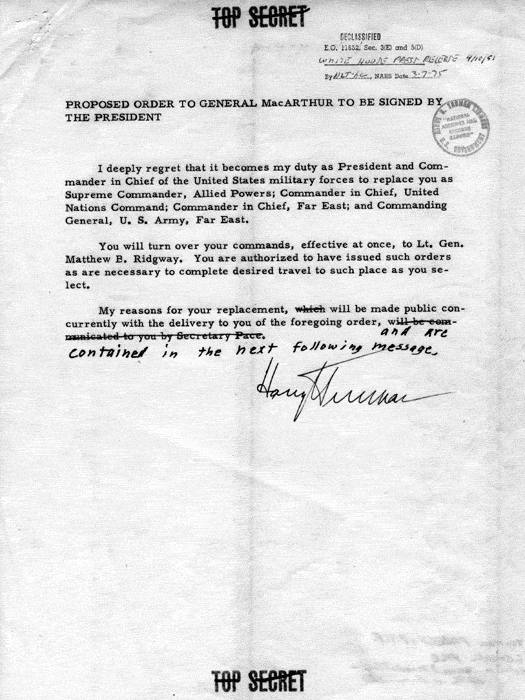
トルーマン、マッカーサーを更迭(1951)。

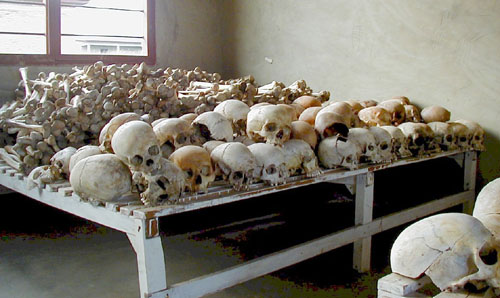
公立技術学校の虐殺(1994)。画像はムランビ技術学校で虐殺された犠牲者の頭蓋骨。この事件は、2005年に『ルワンダの涙』として映画化された。

- 800年（延暦19年3月14日） - 富士山延暦噴火。この日から約1カ月間、活発な噴火活動があった[1]。
- 1241年 - モヒの戦い。モンゴル帝国がハンガリー王国に圧勝。
- 1512年 - カンブレー同盟戦争: ラヴェンナの戦い。
- 1689年 - イングランド・スコットランド・アイルランド王ウィリアム3世・メアリー2世が戴冠。
- 1713年 - スペイン継承戦争・アン女王戦争の講和条約「ユトレヒト条約」を締結。
- 1796年（嘉慶元年3月4日） - 白蓮教徒の乱。清で農民による弥勒信仰結社・白蓮教徒が叛乱。
- 1814年 - フォンテーヌブロー宮殿でフランスとヨーロッパ諸国がフランス皇帝ナポレオンを退位させエルバ島に流刑とするフォンテーヌブロー条約に合意。
- 1888年 - アムステルダムのコンサートホール・コンセルトヘボウが開場。
- 1889年 - 甲武鉄道(現在の中央本線)が新宿駅 - 立川駅間で開業。
- 1899年 - スペインがプエルトリコをアメリカ合衆国に割譲。
- 1919年 - 国際労働機関(ILO)設立。
- 1921年 - 日本で改正度量衡法公布。尺貫法・ヤード・ポンド法との併用からメートル法への一本化を目指したが、反対運動により施行は無期延期に。
- 1921年 - イギリス委任統治領パレスチナを分割して委任統治領トランスヨルダンを設置。
- 1922年 - 改正鉄道敷設法公布。
- 1925年 - 「陸軍現役将校学校配属令」公布。中学校以上の公立学校で軍事教練を開始。
- 1925年 - 第ニ銀行横須賀支店で取り付け騒ぎが発生[2]。銀行は営業を続けて持ちこたえた。
- 1945年 - 第二次世界大戦: アメリカ軍がブーヘンヴァルト強制収容所を解放。
- 1951年 - ダグラス・マッカーサーの解任（英語版）: トルーマン米大統領がマッカーサー元帥を司令官から解任する[3]。
- 1952年 - 国共内戦: 南日島戦役。
- 1952年 - 「ポツダム宣言の受諾に伴い発する命令に関する件の廃止に関する法律」公布・施行。
- 1952年 - 日本で夏時刻法廃止。
- 1954年 - この年の4月11日は 情報学者ウィリアム・タンストール＝ピドーにより「史上最も退屈だった日」として記録されている。
- 1955年 - カシミールプリンセス号爆破事件。中華人民共和国政府がチャーターしたインド航空機「カシミールプリンセス号」が空中爆発。死者16人。
- 1955年 - アインシュタインがラッセル＝アインシュタイン宣言に署名。
- 1959年 - 巨人の王貞治がデビュー。国鉄の金田正一投手の前に2三振1四球。
- 1959年 - 伊東下田電気鉄道設立。
- 1961年 - ユダヤ人に対する最終的解決の立案・責任者でナチスドイツ元親衛隊大佐アドルフ・アイヒマンに対する「アイヒマン裁判」がイスラエルで始まる[4]。
- 1962年 - 日本航空の労働組合が時限ストライキを決行。航空ストライキが日本国内で行われた初のケースとなる[5]。
- 1963年 - ローマ教皇ヨハネ23世により回勅のパーチェム・イン・テリスが発表される。
- 1967年 - 日本近代文学館が開館。
- 1970年 - アメリカの有人月探査機「アポロ13号」がケネディ宇宙センター第39発射施設から打ち上げ[6]。
- 1974年 - 官公労など81単産600万人がゼネラル・ストライキ。国鉄が初の全面運休。
- 1974年 - ボクシングのWBC世界ライト級チャンピオン・ロドルフォ・ゴンザレスにガッツ石松が勝利。「ガッツポーズ」が流行語となる[7]。
- 1977年 - 富山県福光町で大火。負傷者41人、焼失家屋、工場116棟。
- 1979年 - ウガンダ民族解放戦線が首都カンパラを占拠。独裁政治を行っていたアミン大統領が国外逃亡。
- 1988年 - 坂本龍一が映画『ラストエンペラー』の音楽で日本人初のアカデミー賞オリジナル作曲賞を受賞[8]。
- 1988年 - 美空ひばりが東京ドームで5万人を集めた「不死鳥コンサート」を開催[9]。
- 1988年 - JR東日本真岡線が第三セクター鉄道・真岡鐵道に転換。
- 1989年 - 川崎市高津区の竹薮の中で現金1億4522万円が入ったバッグが捨てられているのが発見される。
- 1990年 - コンスタンディノス・ミツォタキスがギリシャの首相に就任。
- 1994年 - ルワンダ虐殺 公立技術学校の虐殺: 国際連合平和維持活動にあたっていたベルギー軍が駐留先の公立技術学校から撤退後、学校がフツ族民兵に襲撃され2000名の避難民の大半が虐殺される。
- 1996年 - アフリカ非核兵器地帯条約（ペリンダバ条約）調印。
- 1996年 - 池袋駅構内大学生殺人事件おこる。
- 1996年 - 大韓民国（第六共和国時代）で、第15代総選挙が行なわれる。
- 1999年 - 統一地方選挙。東京都知事に石原慎太郎が初当選。
- 2001年 - サッカーのオーストラリア対アメリカ領サモアの試合が行われ、31-0でオーストラリアが大勝。国際Aマッチの最大得点差試合。
- 2011年 - ミンスク地下鉄でテロリストによる爆破事件発生。市民15人が死亡、外国人を含む204人が負傷。
- 2011年 - 福島県浜通り地震: 福島県浜通りでM7.0の地震が起き、4人死亡。東北地方太平洋沖地震の余震。
- 2012年 - スマトラ島沖地震: インドネシアのスマトラ島沖でMw8.7の地震発生、5人が死亡した。同日にM8.2の余震も発生。
- 2012年 - 大韓民国（第六共和国）で、第19代総選挙が行われる。
- 2017年 - MicrosoftのOSであるWindows Vistaのセキュリティーサポート終了。
- 2018年 - 河瀬駅前交番警察官射殺事件が発生。
- 2019年 - 2012年からロンドンの在英エクアドル大使館に籠城していたジュリアン・アサンジが逮捕[10]。
- 2019年 - スーダンでオマル・アル＝バシール大統領が同国国防軍により拘束、軟禁され辞任。（2019年スーダンクーデター）
- 2019年 - 1回目のフラワーデモが開催される。
- 2021年 - ゴルフの松山英樹が日本人およびアジア人として史上初めてマスターズ・トーナメントで優勝[11]。
- 2023年 - クーデターで政権を獲得したミャンマーの国軍が、反体制派の村を空爆。多数の死傷者が出た[12]。

## 誕生日

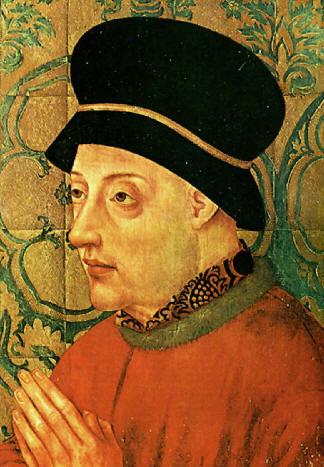
ポルトガル王ジョアン1世(1357-1433)誕生。

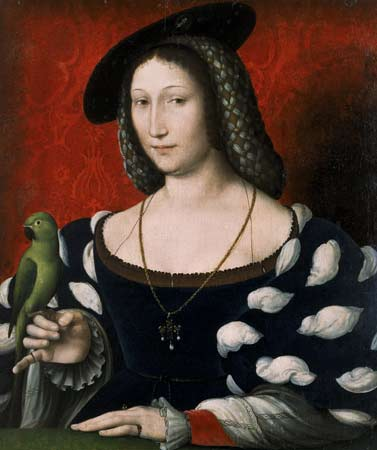
フランス・ルネサンス文学の庇護者マルグリット・ド・ナヴァル(1492-1549)誕生。

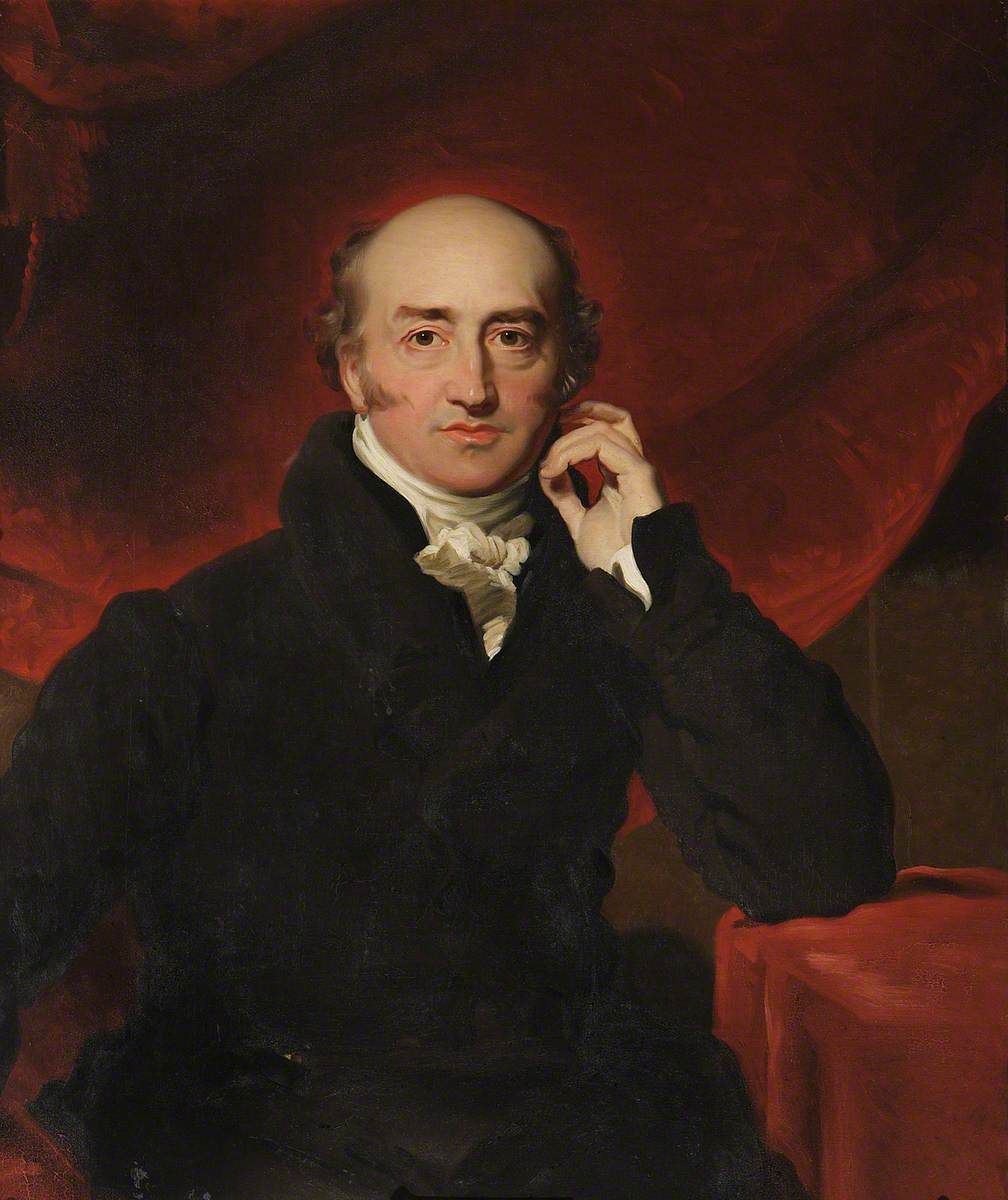
自由主義的外交を展開したイギリスの政治家、ジョージ・カニング(1770-1827)誕生。

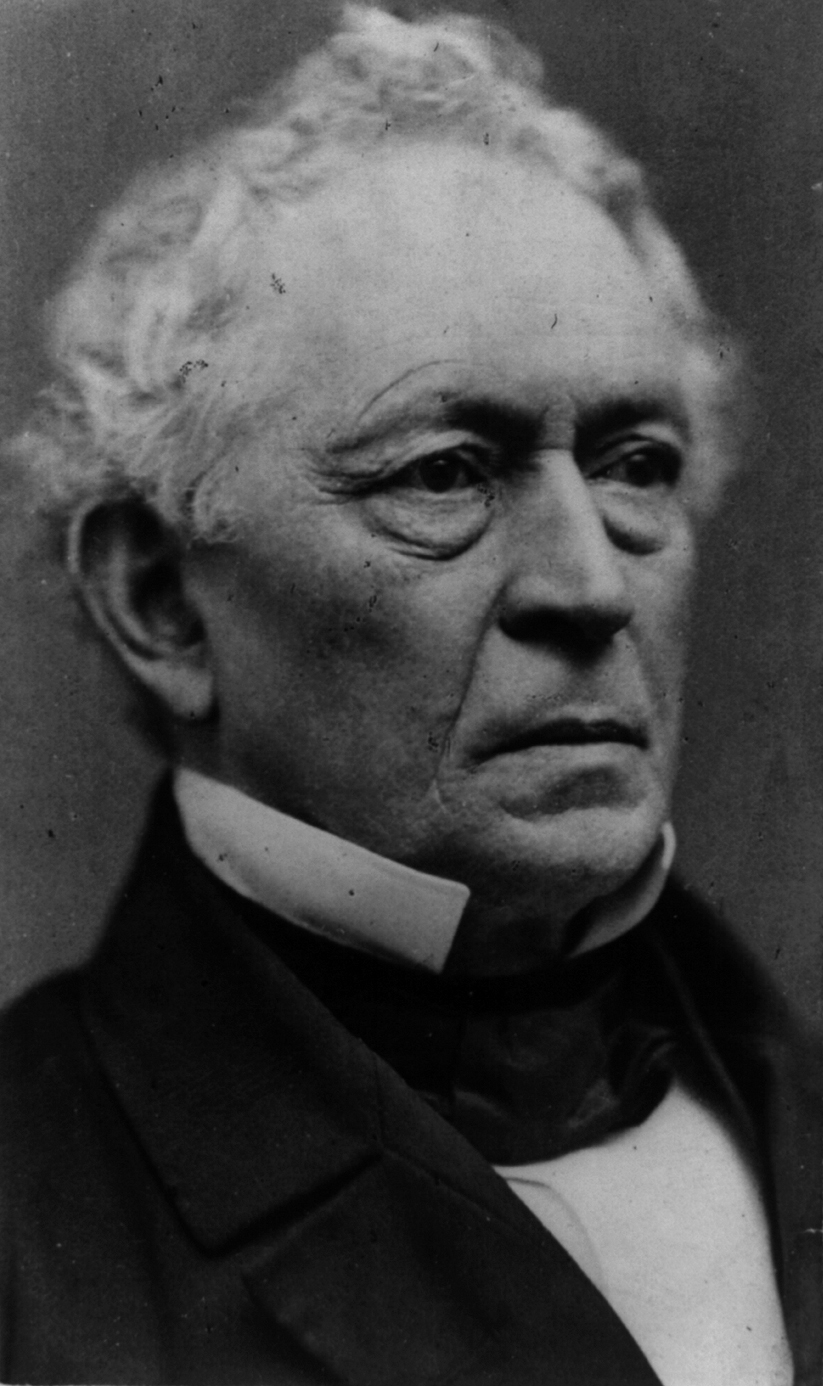
アメリカ合衆国の政治家エドワード・エヴァレット(1794-1865)誕生。ハーバード大学学長なども務めた。

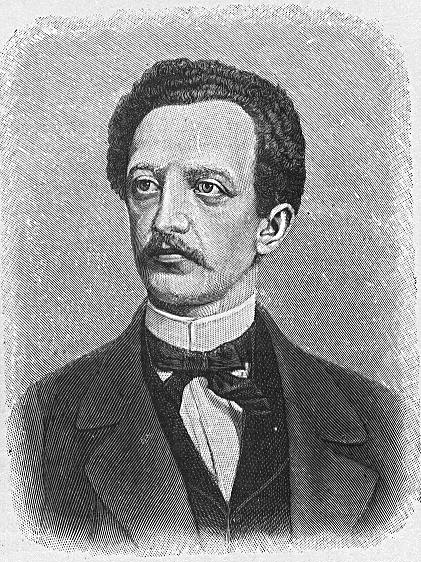
ヘーゲル左派の社会主義者、フェルディナント・ラッサール(1825-1864)誕生。

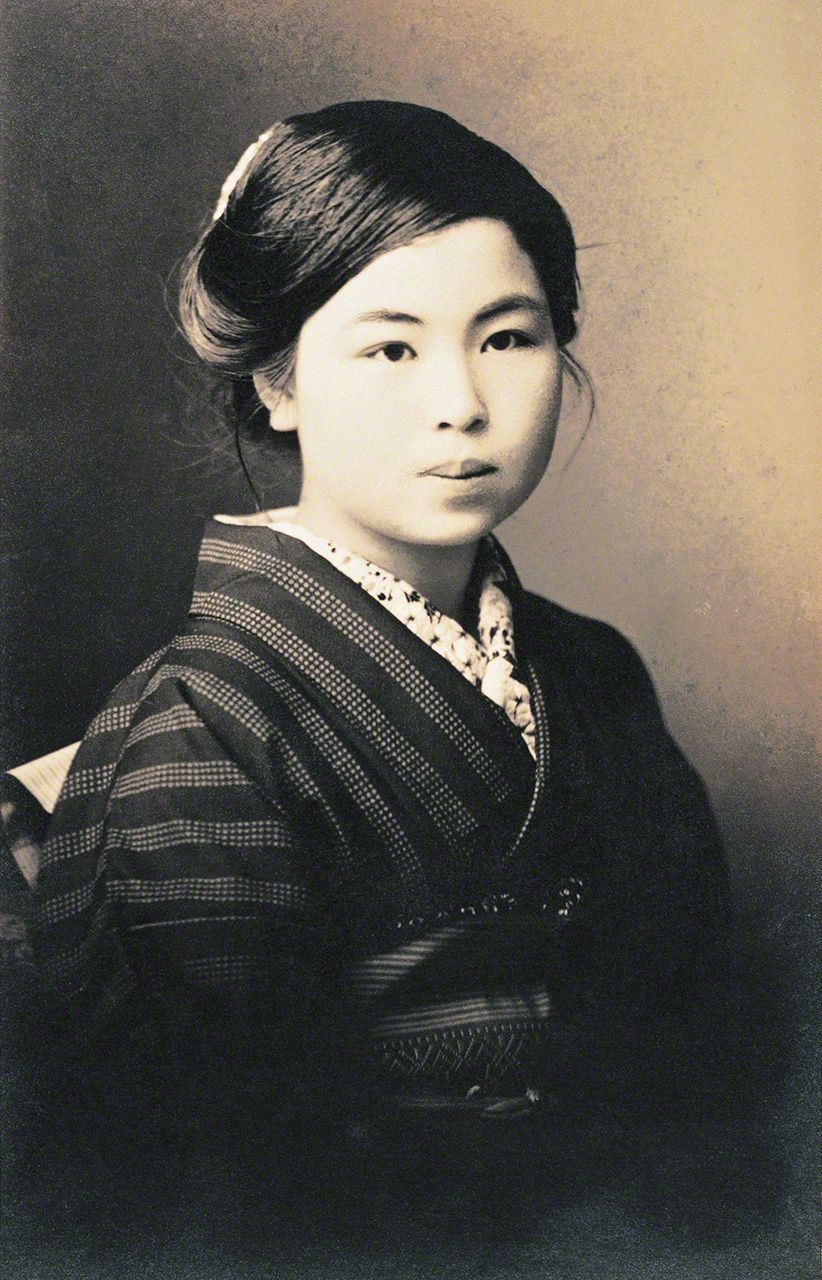
童謡を多く残した詩人、金子みすゞ(1903-1930)誕生。

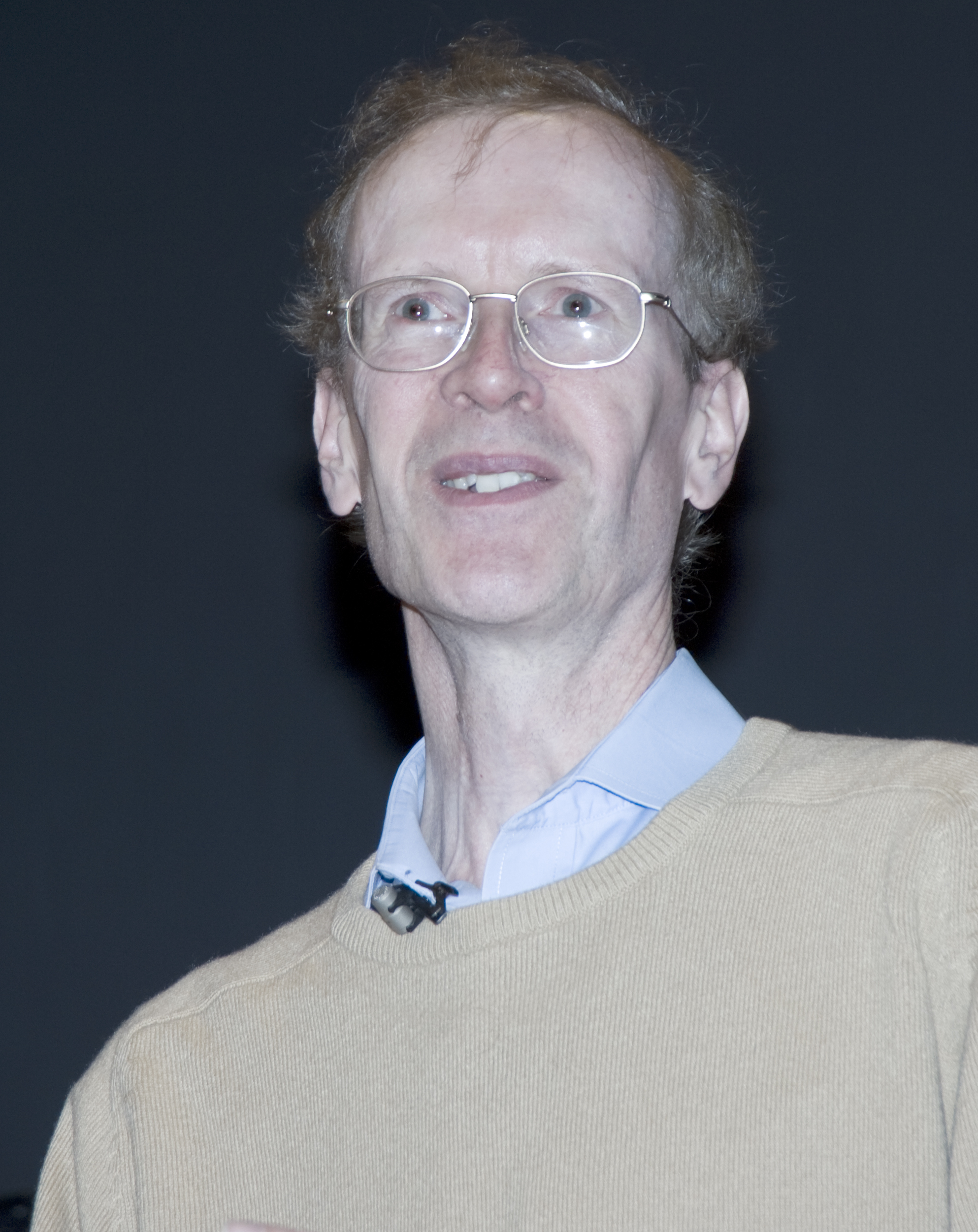
フェルマーの最終定理を証明した数学者アンドリュー・ワイルズ(1953-)誕生。

### 人物
- 1230年（寛喜2年2月27日） - 北条長時、鎌倉幕府第6代執権（+ 1264年）
- 1348年 - アンドロニコス4世パレオロゴス、東ローマ帝国皇帝（+ 1385年）
- 1357年 - ジョアン1世、ポルトガル王国創始者（+ 1433年）
- 1492年 - マルグリット・ド・ナヴァル、詩人（+ 1549年）
- 1749年 - アデライド・ラビーユ＝ギアール、画家（+ 1803年）
- 1755年 - ジェームズ・パーキンソン、医学者（+ 1824年）
- 1770年 - ジョージ・カニング、政治家、イギリス首相（+ 1827年）
- 1788年（天明8年3月6日） - 板倉勝氐、大名（+ 1806年）
- 1794年 - エドワード・エヴァレット、第20代アメリカ合衆国国務長官（+ 1865年）
- 1798年 - マセドニオ・メローニ、物理学者（+ 1854年）
- 1810年 - ヘンリー・ローリンソン、楔形文字を解読（+ 1895年）
- 1819年 - チャールズ・ハレ、ピアニスト、指揮者（+ 1895年）
- 1825年 - フェルディナント・ラッサール、政治学者（+ 1864年）
- 1828年（文政11年2月27日） - 愛宕通致、公家、官僚（+ 1886年）
- 1850年（嘉永3年2月29日） - 林董、外交官（+ 1913年）
- 1862年 - チャールズ・エヴァンズ・ヒューズ、政治家、法律家（+ 1948年）
- 1862年 - リチャード・オースティン・フリーマン、医師、推理作家（+ 1943年）
- 1864年 - 上野季三郎、外交官、宮内官僚（+ 1933年）
- 1878年 - 溝口直亮、陸軍軍人、政治家（+ 1951年）
- 1880年 - 佐野利器、建築家（+ 1956年）
- 1883年 - 穂積重遠、民法学者（+ 1951年）
- 1885年 - 正力松太郎、読売新聞社主（+ 1969年）
- 1886年 - 鳥居維、ヴァイオリニスト、作曲家（+ 1966年）
- 1889年 - 加藤精一、俳優（+ 1963年）
- 1893年 - ディーン・アチソン、第51代アメリカ合衆国国務長官（+ 1971年）
- 1895年 - 中里無庵、陶芸家（+ 1985年）
- 1895年 - 椎熊三郎、政治家（+ 1965年）
- 1900年 - 中村汀女、俳人（+ 1988年）
- 1900年 - 秋山六郎兵衛、ドイツ文学者（+ 1971年）
- 1902年 - 東畑謙三、建築家（+ 1998年）
- 1902年 - 小林秀雄、文芸評論家（+ 1983年）
- 1903年 - 金子みすゞ、童謡詩人（+ 1930年）
- 1903年 - 橋本夢道、俳人（+ 1974年）
- 1908年 - カレル・アンチェル、指揮者（+ 1973年）
- 1908年 - レオ・ロステン、作家、政治学者（+ 1997年）
- 1908年 - 井深大、経営者（+ 1997年）
- 1908年 - 田中澄江、劇作家（+ 2000年）
- 1911年 - 間中喜雄、外科医、東洋医学者（+ 1989年）
- 1916年 - 高橋英辰、サッカー選手、指導者（+ 2000年）
- 1916年 - アルベルト・ヒナステラ、作曲家（+ 1983年）
- 1920年 - 楢崎弥之助、政治家（+ 2012年）
- 1920年 - エミリオ・コロンボ、政治家（+ 2013年）
- 1921年 - 田村芳朗、仏教学者、僧侶（+ 1989年）
- 1921年 - 山根寿子、女優（+ 1990年）
- 1924年 - 三木のり平、俳優（+ 1999年）
- 1924年 - ブルース・C・ヘーゼン、海洋学者（+ 1977年）
- 1929年 - 竹西寛子、作家
- 1930年 - アントン・ラヴェイ、宗教家（+ 1997年）
- 1931年 - すぎやまこういち、作曲家（+ 2021年）
- 1932年 - 高史明、作家、評論家
- 1933年 - 中西太、元プロ野球選手、元プロ野球監督（+ 2023年）
- 1933年 - ジャック・ラドラ、元プロ野球選手
- 1934年 - 斎田忠利、元プロ野球選手
- 1935年 - ダン池田、バンドリーダー（+ 2007年）
- 1936年 - 田中尊、元プロ野球選手（+ 2005年）
- 1937年 - 青木新門、作家、詩人（+ 2022年）
- 1937年 - 加山雄三、歌手、俳優
- 1938年 - 猪俣公章、作曲家（+ 1993年）
- 1938年 - 藤本正一、プロ野球選手（+ 没年不詳）
- 1940年 - トマス・ハリス、小説家
- 1940年 - 加堂秀三、作家（+ 2001年）
- 1940年 - 早瀬方禧、元プロ野球選手（+ 2012年）
- 1941年 - 青山丘、政治家（+ 2019年）
- 1942年 - 吉野伊佐男、実業家
- 1943年 - 池水通洋、声優
- 1943年 - ハーリー・レイス、プロレスラー
- 1944年 - ジョン・ミリアス、映画監督、脚本家
- 1945年 - 堀紘一、経営コンサルタント
- 1945年 - ジョン・クレブス、生物学者
- 1946年 - 三遊亭歌司、落語家
- 1946年 - 吉本選江、女優
- 1946年 - 水谷宏、元プロ野球選手
- 1947年 - 小島太、騎手、調教師
- 1948年 - マルチェロ・リッピ、元サッカー選手、指導者
- 1948年 - 山本益博、料理評論家
- 1949年 - 武田鉄矢、歌手、俳優
- 1949年 - 古賀正明、元プロ野球選手
- 1949年 - 小田芳男、元プロ野球選手
- 1950年 - 松本純、政治家
- 1950年 - 紀比呂子、女優
- 1950年 - 詫摩和文、元プロ野球選手
- 1950年 - 加藤譲司、元プロ野球選手
- 1952年 - 石田真敏、政治家
- 1952年 - 芦岡俊明、元プロ野球選手
- 1952年 - 池畑満也、元プロ野球選手
- 1952年 - しばたはつみ、歌手（+ 2010年）
- 1953年 - アンドリュー・ワイルズ、数学者
- 1953年 - 森しん、俳優、声優
- 1953年 - おおたか静流、歌手（+ 2022年）
- 1954年 - 名和豊春、工学者、第19代北海道大学総長
- 1955年 - 山村善則、元プロ野球選手
- 1956年 - 辛坊治郎、ニュースキャスター
- 1956年 - 居郷肇、野球選手
- 1956年 - 高橋完、プロゴルファー
- 1956年 - 入沢淳、元プロ野球選手
- 1957年 - 三好ひろあき、シンガーソングライター、ギタリスト
- 1958年 - 岡部憲章、元プロ野球選手
- 1958年 - スチュアート・アダムソン、歌手（+ 2001年）
- 1958年 - 谷良治、元プロ野球選手
- 1958年 - 池田尊弘、宗教家
- 1959年 - 秋山勝彦、ミュージシャン（元P-MODEL）
- 1960年 - ジェレミー・クラークソン、テレビ司会者、ジャーナリスト
- 1960年 - 叶木翔子、声優
- 1960年 - 川野太郎、俳優
- 1960年 - 富沢順、漫画家
- 1960年 - 中島浩人、元プロ野球選手
- 1961年 - 角田信朗、空手家
- 1961年 - ときた洸一、漫画家
- 1961年 - 押元末子、衣装デザイナー、スタイリスト、着付師
- 1961年 - 柴田厚、アナウンサー
- 1961年 - 堀田伸一、政治家、元競輪選手
- 1962年 - ヴィンセント・ギャロ、俳優、ミュージシャン、画家
- 1964年 - 土井裕泰、演出家
- 1964年 - ブレット・セイバーヘイゲン、元プロ野球選手
- 1965年 - 岩本千春、女優
- 1966年 - 一条和矢、声優
- 1966年 - 手塚一郎、小説家、ゲームシナリオライター、ゲームライター
- 1966年 - スティーブ・ブロック、政治家
- 1967年 - 中森智佳子、元競泳選手
- 1967年 - 桧山泰浩、元プロ野球選手、司法書士
- 1967年 - イゴール・ヤロシェンコ、フィギュアスケート選手
- 1968年 - 岡林洋一、元プロ野球選手
- 1968年 - 古賀久美子、元アナウンサー、ニュースキャスター
- 1969年 - 森高千里、歌手
- 1969年 - 新井潔、元プロ野球選手
- 1969年 - 寺田千恵、ボートレーサー
- 1970年 - 尾山敦、元プロ野球選手
- 1970年 - 増田学、雑誌編集者
- 1970年 - ジョー・ビティエロ、元プロ野球選手
- 1970年 - ショーン・バーグマン、元プロ野球選手
- 1971年 - 香田誉士史、学生野球監督
- 1971年 - 橋本亮一、サッカー指導者、元サッカー選手
- 1971年 - 樋口尚也、政治家
- 1971年 - 田村真紀、元女優、元声優
- 1972年 - 桜井邦彦、アイスホッケー選手
- 1972年 - 大岩真由美、サッカー指導者、元審判員
- 1972年 - 渡辺憲司、アナウンサー
- 1972年 - ジェイソン・バリテック、元プロ野球選手
- 1973年 - 南真一郎、元プロ野球選手
- 1973年 - トミ・コイヴサーリ、ヘヴィメタルミュージシャン
- 1973年 - 味園博和、元プロ野球選手
- 1974年 - 露崎春女、歌手
- 1974年 - 熊前知加子、元バレーボール選手
- 1974年 - アレックス・コレチャ、テニス選手
- 1974年 - アレクザンダー・クオファラ、ヘヴィメタルミュージシャン
- 1975年 - ヤン・"ザ・ジャイアント"・ノルキヤ、キックボクサー
- 1975年 - 坂井英光、元騎手、調教師
- 1976年 - KUMI、歌手（LOVE PSYCHEDELICO）
- 1976年 - 筒井正也、元プロ野球選手
- 1976年 - 琴光喜啓司、元大相撲力士
- 1976年 - 日吉辰哉、プロ雀士
- 1976年 - ケルビム・エスコバー、元プロ野球選手
- 1977年 - カケフくん、元子役
- 1978年 - 松井陽子、アナウンサー
- 1978年 - 鴨志田一、ライトノベル作家
- 1979年 - 広田周、ドラマー（TRIPLANE）
- 1979年 - なみえ、お笑いタレント（姫くり）
- 1980年 - いとうまゆ、タレント、ダンスインストラクター
- 1980年 - 松ヶ瀬隆弥、プロ雀士
- 1980年 - 玉田圭司、元サッカー選手
- 1980年 - マーク・テシェイラ、元プロ野球選手
- 1981年 - 中沢純子、タレント
- 1981年 - 鶴岡慎也、元プロ野球選手
- 1981年 - 柳田美幸、元サッカー選手
- 1981年 - 小野綾子、歌手
- 1981年 - ユ・テオ、俳優
- 1982年 - 毛利大亮、お笑いタレント（ギャロップ）
- 1983年 - 川内亨、ミュージシャン（12012）
- 1983年 - 境澤賢一、元大相撲力士
- 1983年 - 村上純平、野球選手
- 1984年 - 廣田遥、元トランポリン選手
- 1984年 - ケリ・ガーナー、女優
- 1984年 - アンドレス・ブランコ、プロ野球選手
- 1984年 - ニコラ・カラバティッチ、ハンドボール選手
- 1984年 - アレハンドロ・デアザ、プロ野球選手
- 1985年 - 豊田陽平、サッカー選手
- 1985年 - 伊達秀晃、陸上競技選手
- 1985年 - 石川麻衣、バスケットボール選手
- 1987年 - 三井淳平、日本人初のレゴ認定プロビルダー
- 1987年 - 山内秀一、タレント
- 1987年 - ジョス・ストーン、ミュージシャン
- 1988年 - 前田健太、プロ野球選手
- 1988年 - 石川歩、プロ野球選手
- 1988年 - 渡辺俊介、バレーボール選手
- 1988年 - 副島貴司、元サッカー選手
- 1988年 - 一真、俳優、歌手
- 1989年 - 丸佳浩、プロ野球選手
- 1989年 - 石橋尚子、ラジオパーソナリティ、ローカルタレント
- 1989年 - エドアルド・パッツァーリ、サッカー選手
- 1990年 - アンソニー・フィリップス、プロ野球選手
- 1990年 - 江澤璃菜、女優
- 1990年 - 大塚翔平、元サッカー選手
- 1990年 - 桜木梨奈、女優
- 1990年 - チュラニ・セレロ、サッカー選手
- 1990年 - 戸柱恭孝、プロ野球選手
- 1990年 - 舟久保匠、お笑いタレント（元マカロン）
- 1990年 - 最上莉奈、声優
- 1991年 - 真野恵里菜、歌手
- 1991年 - 岸明日香、タレント、グラビアアイドル
- 1991年 - 松平健太、卓球選手
- 1991年 - 橋本拓門、サッカー選手
- 1992年 - 富栄ドラム、俳優、元大相撲力士
- 1992年 - 堀籠沙耶、声優
- 1993年 - 高橋祐治、サッカー選手
- 1994年 - 勝海麻衣、アーティスト
- 1994年 - 小笠原茉由、元タレント、元アイドル（元NMB48、元AKB48）
- 1995年 - イ・ドヒョン、俳優
- 1996年 - 川井麻衣、バスケットボール選手
- 1996年 - 仲野春花（英語版）、陸上競技選手
- 1997年 - 伊川拓、サッカー選手
- 1997年 - 和田昌士、サッカー選手
- 1997年 - 古澤留衣、元サッカー選手
- 1997年 - 關颯人、陸上選手
- 1997年 - 東海林里咲、タレント、グラビアモデル、レースクイーン
- 1998年 - 山本賢太、元アナウンサー
- 1998年 - 海月らな、アイドル
- 1998年 - 清水綾乃、テニス選手
- 1998年 - 佐藤蓮、プロ野球選手
- 1999年 - 美輪咲月、グラビアアイドル
- 2000年 - カリナ、アイドル（aespa）
- 2000年 - 土屋怜菜、ファッションモデル
- 2001年 - 河合来夢、ブレイクダンスダンサー、2018年ブエノスアイレスユース五輪金メダリスト
- 2002年 - 麻倉瑞季、グラビアアイドル
- 2002年 - 德山一翔、プロ野球選手
- 2005年 - ダニエル[13]、アイドル（NewJeans）
- 2007年 - チョン・アヒョン、アイドル（BABYMONSTER）
- 生年不詳 - 猫体質、歌手、声優、ナレーター
- 生年不詳 - 種市桃子、声優
- 生年不詳 - 風鈴みすず、声優
- 生年不詳 - 青橋由高、小説家、シナリオライター
- 生年不詳 - 香純裕子、漫画家

### 人物以外（動物など）
- 1985年 - ヤエノムテキ、競走馬、種牡馬（+ 2014年）
- 1987年 - メジロライアン、競走馬、種牡馬（+ 2016年）
- 1993年 - バブルガムフェロー、競走馬、種牡馬（+ 2010年）

## 忌日

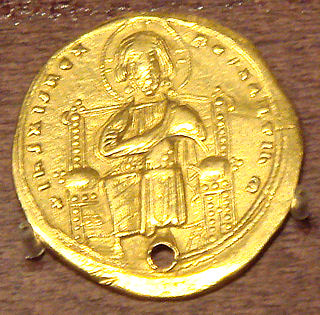
東ローマ帝国皇帝ロマノス3世アルギュロス(968-1034)没。画像はロマノス3世アルギュロスが刻印されたノミスマ金貨。

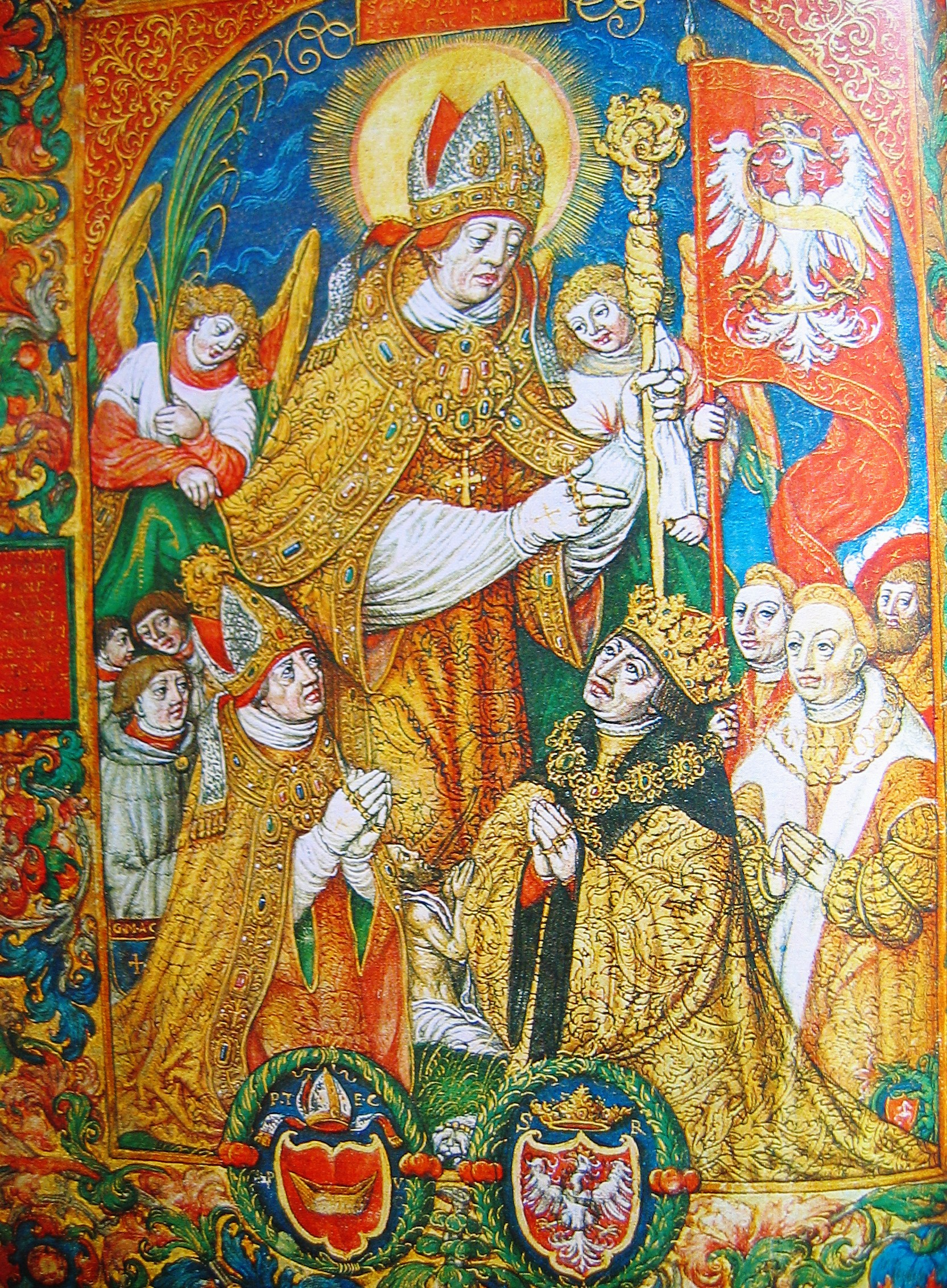
シュチェパヌフのスタニスラウス(1030-1079)殉教。

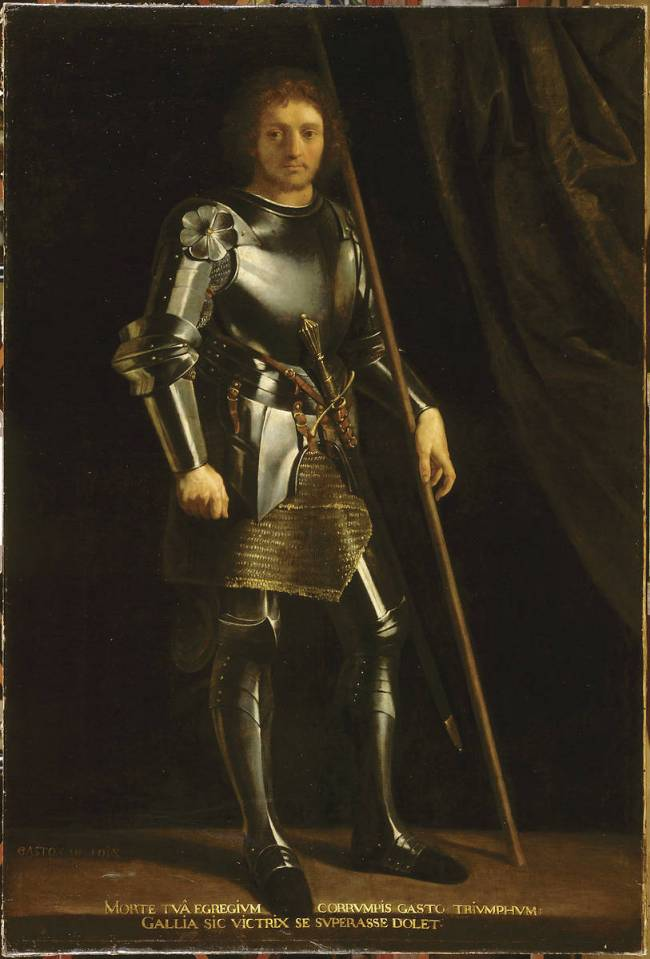
ヌムール公ガストン・ド・フォワ(1489-1512)戦死。

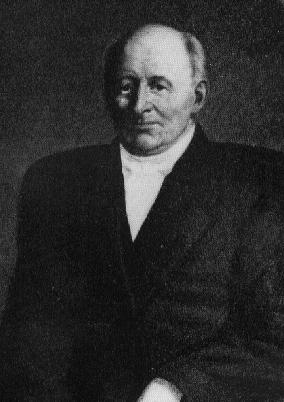
ドイツの天文学者ハインリッヒ・シュワーベ(1789-1875)没。

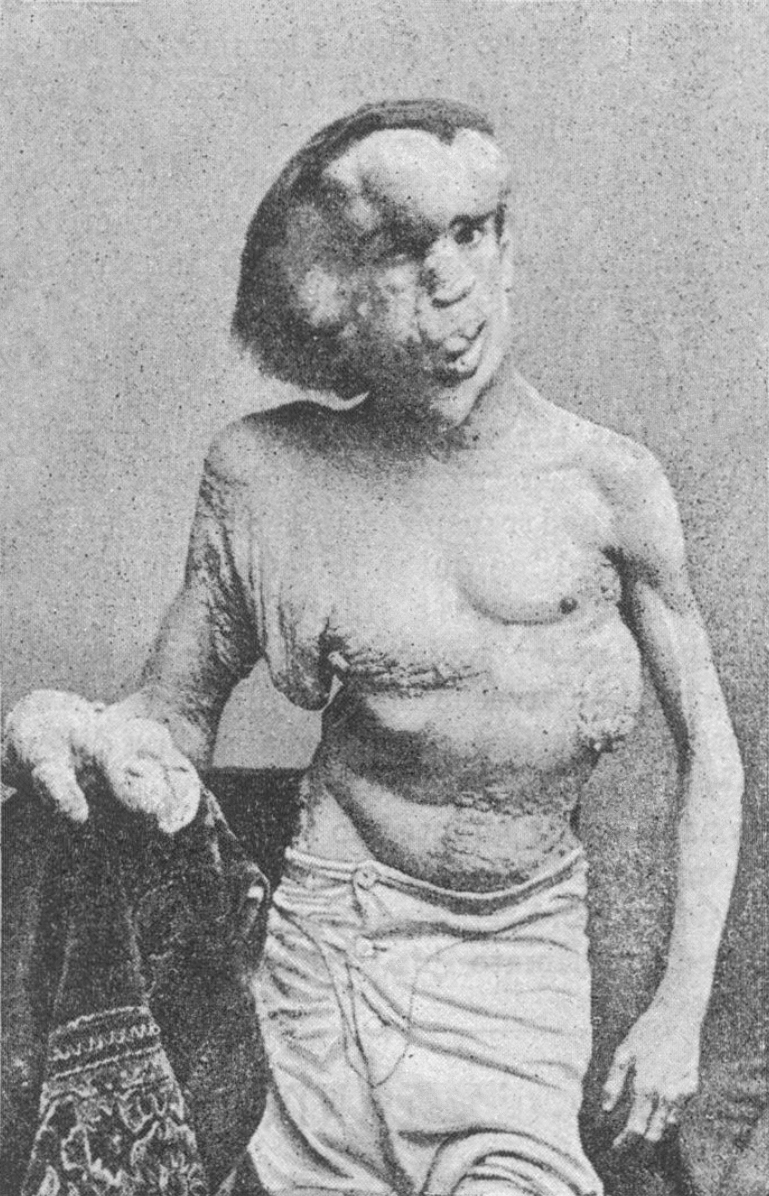
エレファント・マンとして知られたジョゼフ・メリック(1862-1890)没。

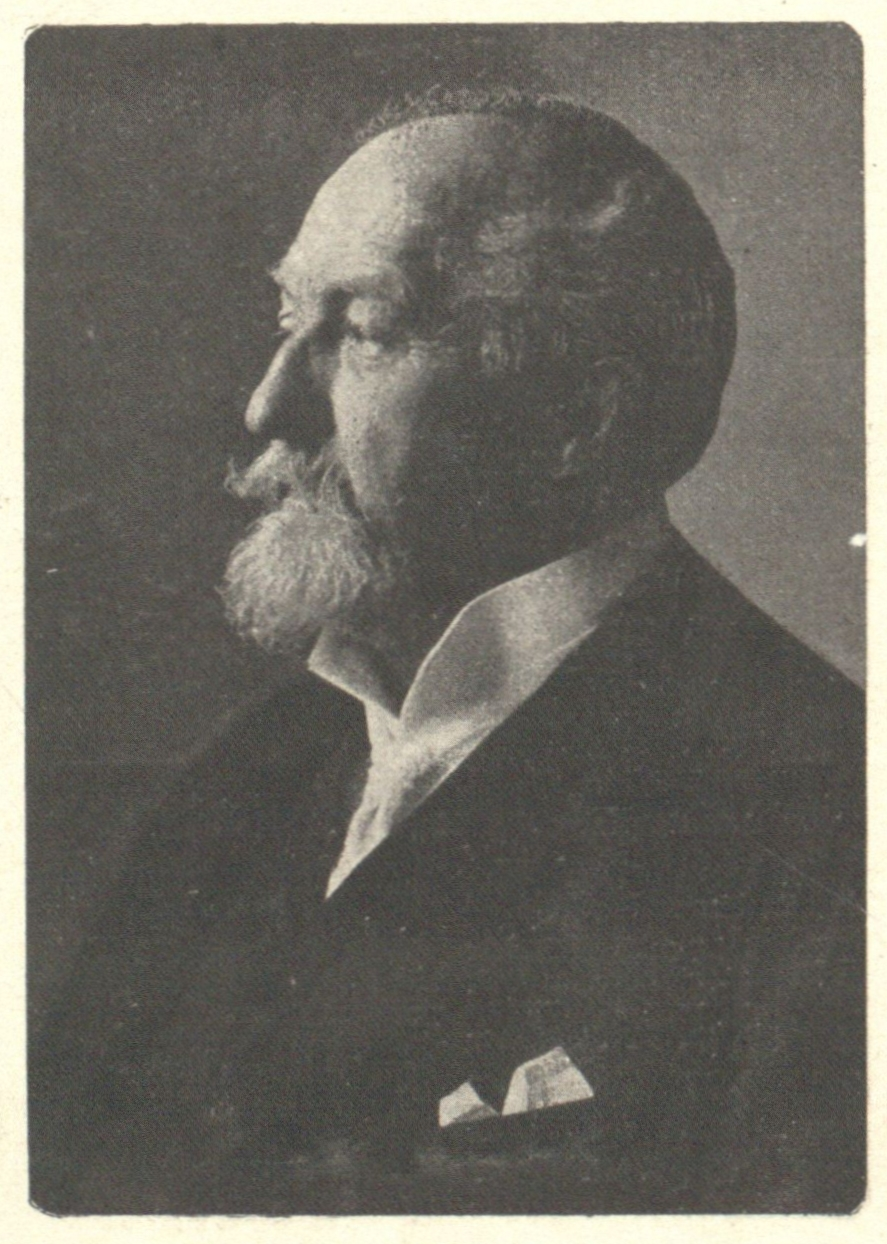
オーストリア建築家オットー・ワーグナー(1841-1918)没。

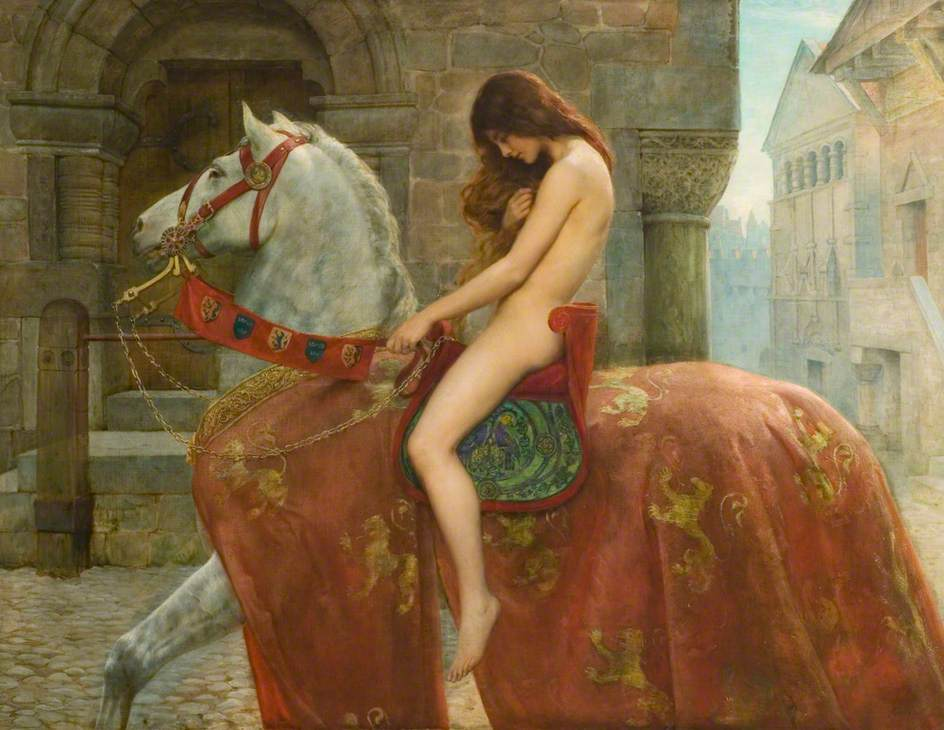
ラファエル前派の画家、ジョン・コリア(1850-1934)没。画像は『ゴダイヴァ夫人』(1898頃)。

- 1034年 - ロマノス3世アルギュロス、東ローマ皇帝（* 968年）
- 1079年 - シュチェパヌフのスタニスラウス、キリスト教の聖人（* 1030年）
- 1313年 - ギヨーム・ド・ノガレ、フランス王フィリップ4世の法律顧問（* 1260年）
- 1338年（延元3年/暦応元年3月21日） - 坊門清忠、公卿（* 1283年?）
- 1512年 - ガストン・ド・フォワ、フランスの軍人（* 1489年）
- 1512年（永正9年3月25日） - 朝倉貞景、戦国大名（* 1473年）
- 1568年（永禄11年3月14日） - 寿桂尼、今川氏親正室、今川義元の母親（* 生年不詳）
- 1615年（慶長20年3月14日） - 奥平信昌、戦国武将、加納藩主（* 1555年）
- 1617年（元和3年3月6日） - 最上家親、山形藩主（* 1582年）
- 1659年（万治2年2月20日） - 松平忠国、播磨国明石藩大名（* 1597年）
- 1853年 - ルイ・エマニュエル・ジャダン、作曲家（* 1768年）
- 1875年 - ハインリッヒ・シュワーベ、天文学者（* 1789年）
- 1888年 - 上野景範、外交官（* 1844年）
- 1890年 - ジョゼフ・メリック、「エレファント・マン」として知られる人物（* 1862年）
- 1895年 - ロータル・マイヤー、化学者、物理学者（* 1830年）
- 1898年 - エドアルド・キヨッソーネ、版画家、画家（* 1833年）
- 1906年 - フランシス・チャーチ、ジャーナリスト（* 1839年）
- 1914年 - 駒ヶ嶽國力、元大相撲力士、大関（* 1880年）
- 1918年 - オットー・ワーグナー、建築家（* 1841年）
- 1934年 - ジョン・コリア、画家（* 1850年）
- 1938年 - ブロニスワヴァ・ケウプルリャン＝ヴイチク、音楽学者（* 1890年）
- 1938年 - クリストバル・トリエンテ、元野球選手（* 1893年）
- 1939年 - S・S・ヴァン＝ダイン、推理作家（* 1888年）
- 1939年 - 西原清東、政治家（* 1861年）
- 1941年 - アルバート・スワード、植物学者、地質学者（* 1863年）
- 1945年 - フレデリック・ルガード、軍人、探検家、香港総督、ナイジェリア総督（* 1858年）
- 1950年 - 嶋田的浦、俳人（* 1893年）
- 1953年 - キッド・ニコルズ、元プロ野球選手（* 1869年）
- 1958年 - コンスタンチン・ユオン、画家、舞台デザイナー（* 1875年）
- 1962年 - マイケル・カーティス、映画監督（* 1888年）
- 1962年 - 中谷宇吉郎、物理学者、随筆家（* 1900年）
- 1966年 - 山下新太郎、画家（* 1881年）
- 1969年 - ルドヴィク・イルゲンス＝イェンセン、作曲家（* 1894年）
- 1970年 - キャシー・オドネル、女優（* 1923年）
- 1971年 - ズビグニェフ・ジェヴィエツキ、音楽教師（* 1890年）
- 1972年 - 佐藤武夫、建築家（* 1899年）
- 1973年 - 上野直昭、美学者（* 1882年）
- 1974年 - アブラハム・ロビンソン、数学者（* 1918年）
- 1976年 - 内海安吉、政治家（* 1890年）
- 1977年 - ジャック・プレヴェール、詩人、脚本家（* 1900年）
- 1985年 - エンヴェル・ホッジャ、アルバニア首相（* 1908年）
- 1987年 - アースキン・コールドウェル、小説家（* 1903年）
- 1987年 - 田中伊三次、政治家（* 1906年）
- 1987年 - プリーモ・レーヴィ、小説家、化学者（* 1919年）
- 1987年 - 森井茂、元プロ野球選手（* 1915年）
- 1988年 - 木森敏之、作曲家（* 1947年）
- 1989年 - 島岡吉郎、野球監督（* 1911年）
- 1991年 - 小山源喜、俳優、声優、演出家（* 1915年）
- 1991年 - 大洲斉、映画監督、テレビドラマ監督（* 1928年）
- 1993年 - 長谷川泰子、女優（* 1904年）
- 1995年 - 西岡常一、宮大工（* 1908年）
- 1995年 - 寄山弘、俳優、声優（* 1909年）
- 1997年 - 吉村順三、建築家（* 1908年）
- 1997年 - 王小波、小説家（* 1952年）
- 2000年 - 福岡宗也、弁護士、政治家（* 1932年）
- 2001年 - 朝倉季雄、言語学者（* 1909年）
- 2002年 - 奥島啓弐、生産工学者、京都大学名誉教授、摂南大学名誉教授（* 1914年）
- 2002年 - 高橋圭三、アナウンサー、司会者（* 1918年）
- 2003年 - 松井康成、陶芸家（* 1927年）
- 2004年 - 斎藤高順、自衛官、作曲家、指揮者（* 1924年）
- 2004年 - 鷺沢萠、作家（* 1968年）
- 2005年 - リュシアン・ローラン、サッカー選手（* 1907年）
- 2005年 - 親泊康晴、政治家、元沖縄県那覇市長（* 1926年）
- 2006年 - 富永直樹、彫刻家（* 1913年）
- 2006年 - 小野彦之丞、実業家（* 1914年）
- 2006年 - 鶴園哲夫、政治家（* 1915年）
- 2006年 - 申相玉、映画監督（* 1926年）
- 2006年 - 小笠原弘、俳優（* 1927年）
- 2006年 - プルーフ、ヒップホップMC（* 1973年）
- 2007年 - ロスコー・リー・ブラウン、俳優（* 1922年）
- 2007年 - カート・ヴォネガット、小説家（* 1922年）
- 2009年 - 小林一郎、国文学者、元東洋大学短期大学学長（* 1916年）
- 2009年 - 及川一夫、政治家（* 1929年）
- 2010年 - 福田陽一郎、ディレクター、脚本家、演出家（* 1932年）
- 2011年 - 築島裕、国語学者、東京大学名誉教授（* 1925年）
- 2011年 - 佐藤次高、歴史学者、東京大学名誉教授（* 1942年）
- 2012年 - ベン・ベラ、政治家、アルジェリア民主人民共和国第2代大統領（* 1916年）
- 2013年 - マリア・トールチーフ、バレエダンサー（* 1925年）
- 2013年 - ジョナサン・ウィンタース、コメディアン、俳優（* 1925年）
- 2013年 - 西沢利明、俳優（* 1936年）
- 2014年 - ルー・ハドソン、バスケットボール選手（* 1944年）
- 2014年 - 佐野実、実業家、支那そばや創業者（* 1951年）
- 2015年 - 鵜高重三、農芸化学者、名古屋大学名誉教授（* 1930年）
- 2015年 - 佐藤重喜、実業家、元文化放送社長（* 1937年）
- 2015年 - 佐藤陽一、政治家、元大分県日田市長（* 1949年）
- 2015年 - 羽柴誠三秀吉、実業家、政治活動家（* 1949年）
- 2016年 - ペンギラン・ユソフ、政治家、元ブルネイ首相（* 1921年）
- 2017年 - 儀間比呂志、版画家、絵本作家（* 1923年）
- 2017年 - イーナ＝マリーア・グレヴェルス、民俗学者（* 1929年）
- 2017年 - ミヒャエル・バルハウス、映画撮影監督（* 1935年）
- 2017年 - トビー・スミス、キーボーディスト (* 1970年）
- 2018年 - 武田正利、実業家、元カネカ社長（* 1937年）
- 2018年 - フョードル・コルチン、ノルディック複合選手（* 1957年）
- 2018年 - 港太郎、キックボクシング選手、元UKF世界ミドル級王者（* 1971年）
- 2019年 - 田中弘邦、実業家、元全国郵便局長会会長（* 1926年）
- 2019年 - モンキー・パンチ、漫画家（* 1937年）
- 2020年 - ユストゥス・ダヒンデン、建築家、教師、作家（* 1925年）
- 2020年 - ジョン・ホートン・コンウェイ、数学者、プリンストン大学教授（* 1937年）
- 2020年 - エデム・コジョ、政治家、元トーゴ首相、元アフリカ統一機構事務総長（* 1938年）
- 2020年 - グス・ロドリゲス、ビデオゲームジャーナリスト（* 1960年）
- 2020年 - 山口頼房、アニメーター（* 1960年または1961年）
- 2021年 - 篠原儀治、ガラス工芸家家（* 1924年）
- 2021年 - 澤井治郎、実業家、元沢井製薬社長（* 1930年）
- 2021年 - 渡邊守章、演出家、フランス文学者、東京大学名誉教授、放送大学名誉教授（* 1933年）
- 2021年 - ジャンネット・デ・ロッシ、メイクアップアーティスト（* 1942年）
- 2021年 - 土屋春雄、レーシングチーム監督、エンジニア、つちやエンジニアリング創業者（* 1945年）
- 2021年 - 隆大介、俳優（* 1957年）
- 2022年 - 青木初夫、実業家、元藤沢薬品工業（現アステラス製薬）社長（* 1936年）
- 2022年 - チャーネット・モフェット、ジャズベーシスト（* 1967年）
- 2022年 - ZERO、ロックシンガー、ギタリスト（コーパス・グラインダーズ）（* 1967年または1968年）
- 2023年 - 菊池光造、経済学者、京都大学名誉教授（* 1936年）
- 2024年 - 澤田和夫、カトリック教会聖職者、カトリック東京大司教区司祭（* 1919年）
- 2024年 - 村松康雄、俳優、声優（* 1933年）
- 2024年 - 植木繁晴、サッカー選手、指導者（* 1954年）

## 記念日・年中行事

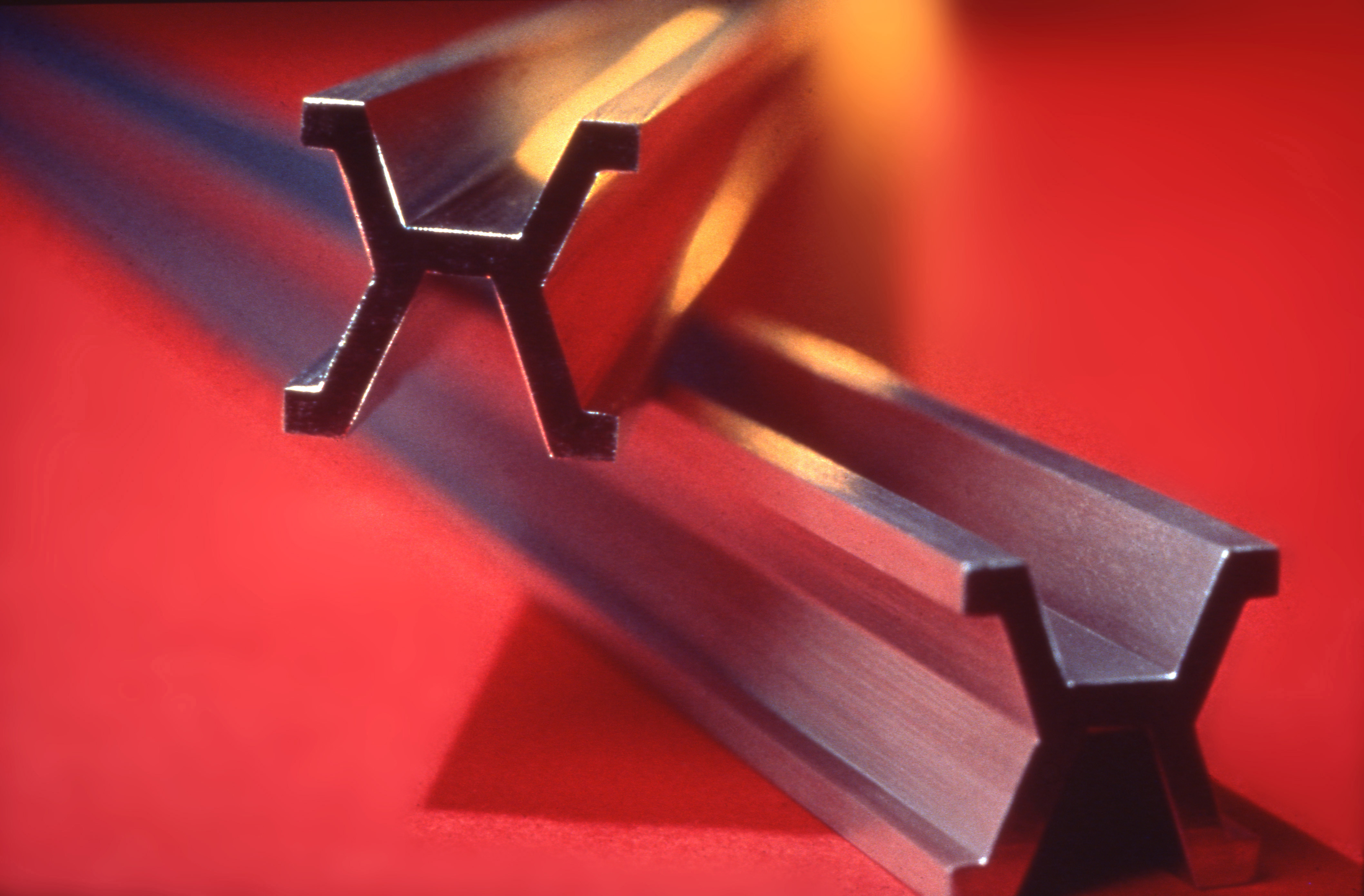
メートル法公布記念日。画像はメートル原器。現在は原器ではなく光速が基準。

- リバス戦勝記念日（フアン・サンタマリーアの日）（ コスタリカ）
1856年のこの日の第二次リバスの戦い（英語版）でコスタリカ軍がニカラグア軍に勝利したことを記念。この戦いで壮絶な戦死を遂げたフアン・サンタマリーア（英語版）はコスタリカの国民的英雄となっている。
- 大韓民国臨時政府樹立日（ 韓国）
大韓民国臨時政府とは、三・一運動の中で、朝鮮の独立運動家たちによって1919年に上海で組織された亡命政府。2018年までは4月13日が記念日とされていたが、第99周年大韓民国臨時政府樹立記念式において、国号と臨時憲章を制定し内閣を構成した4月11日に変更することが発表された[14]。
- メートル法公布記念日（ 日本）
大正10年（1921年）のこの日、日本で改正「度量衡法」が公布され、法律によりメートル法を使用することが定められたことを記0念する[15]。
- ガッツポーズの日（ 日本）
1974年のこの日、ボクシングWBC世界ライト級タイトルマッチで挑戦者ガッツ石松がチャンピオンのロドルフォ・ゴンザレスにKOで勝利し、ガッツ石松の姿を新聞記者が「ガッツポーズ」と表現したことから、この言葉が一般に知られるようになった[7]。